# Геральдический язык
Геральдический язык (геральдическое описание, блазонирование) — описательный код, выработавшийся в западноевропейской культуре для записи и описания изображения на гербах и флагах. Геральдический язык, при отсутствии фотографии и дороговизне цветных рисунков, позволял описывать текстовым или словесным способом изображения на гербе или флаге разными методами, благодаря чему сохранялась возможность в последующем воспроизводить его с достаточной точностью.
Геральдические описания ещё известны как «блазонирование» (от старофр. blason «щит») и берут начало из эпохи средневековых рыцарских турниров, когда герольд под сопровождение фанфар обязан был громогласно выкрикивать имена, титулы, описывать гербы, рассказывая о знаменитых предках и происхождении участников состязания.

## Геральдический язык в разных странах
Термины геральдического языка, используемые англоязычными герольдами для объяснения герба, происходят от нормандского французского времён Вильгельма Завоевателя и крестовых походов, когда складывались правила европейской геральдики. В это время на северо-французском наречии говорила знать Англии и Франции.
В других странах, например в Германии, язык которой не подвергался столь сильному влиянию завоевателей, геральдический язык ближе к современному разговорному.
Хотя геральдический язык, сложившийся в западно-европейской культуре, предельно краток, русские описания гербов порой требуют нескольких слов, чтобы представить сложный рисунок, поскольку культура описания гербов в русском языке начинается только в 1672 году, с Царского титулярника.

## Введение в геральдический язык

### Порядок описания гербов

Последовательность описания четырёхчастного гербового щита

Блазонирование  — громкогласное описание на турнире герба рыцаря-участника. Современное значение этого, нуждающегося в замене на русский эквивалент, технического термина — научное описание герба в геральдических терминах.
При блазонировании вначале называют цвет, затем - фигуру на гербе. О гербовом щите говорят, каков он по членению — рассечённый (полосы идут вертикально), пересечённый (полосы расположены горизонтально), скошенный справа или слева (когда поле рассечено по диагонали) или других, более сложных сечений.
После этого следует указание на изображения, помещённые на гербе: вначале называется их местоположение (в центре, в правом верхнем углу, в левом нижнем углу и т. д.), затем - то, что они собой представляют (эмблема, символический знак, фигура) и их описание согласно правилам блазонирования гербов.

### Деление щита
Левая (от зрителя) сторона называется правой, а правая — левой. Это легко запомнить: стороны считаются от рыцаря, несущего щит, а не от зрителя. Существует множество способов деления щита. Например, надвое щит делится по горизонтали (пересечённый), по вертикали (рассечённый), по диагонали слева направо (скошенный справа) или справа налево (скошенный слева). Существуют и более сложные деления щита.

### Линии деления
Это прямая, плавно изогнутая или ломаная линия, разделяющая одноцветное поле простого щита на различно окрашенные части поля или (фигуры деления) щита сложного. Независимо от своего вида линии деления — и прямые, и фигурные — могут иметь только горизонтальное (пересечение), вертикальное (рассечение) и диагональное (скошение) направления.

### Тинктуры (цвета)
Эмали (финифти): червлень (красный), лазурь (голубой, синий), зелень (зелёный), пурпур (бордовый, фиолетовый), чернь (чёрный). Иногда также используются оранжевый, коричневый и некоторые другие финифти, но в русской геральдике за редчайшим исключением они не используются.
Металлы: золото (жёлтый) и серебро (белый, иногда серый).
Меха: горностаевый и беличий.

### Почётные геральдические фигуры
Эти фигуры занимали специальное место в геральдике, отсюда термин «почётные». Почётная геральдическая фигура, как правило, занимает третью часть площади щита. В описании герба данная фигура провозглашается первой, непосредственно после упоминания щита.
Как все первоначальные деления отождествляются с вооружением и щитом рыцаря, так и для каждой из второстепенных, более сложных геральдических фигур отыскивают основание в том же источнике, а именно: столб представляет копьё рыцаря, перевязь — его перевязь, пояс — шарф, крест — меч, оконечность — сапоги, а кайма и щиток — кольчугу и броню.

### Простые гербовые фигуры
Могут присутствовать на гербе как самостоятельно, так и в группах. Большая их часть восходит к металлическим усилениям средневекового щита.
- Кайма — окаймление вокруг края щита. В испанской и португальской геральдике включает в себя уменьшенные щиты близких родственников. Также см. бризуры.
- Узкая внутренняя кайма — узкая полоса, отделяющая кайму от основной композиции щита, может нести на себе мелкие символические украшения.
- Вольная часть — квадрат либо прямоугольник в правом верхнем углу щита, размером меньше четверти. Применяется в гербах городов, где помещается эмблема губернии или области.
- Клин — треугольник, обыкновенно используется группами, а поле описывается как «разделённое клиновидно на … частей»
- Сердцевой малый щиток (или «щиток притязания») — располагается в центре щита (если один), в гербах знати могут встречаться по нескольку щитков.
- Внутренняя кайма — отвлечённая кайма.
- Ромбовидная фигура — расположена в центре щита или касается углами стенок, имеет несколько вариантов: «сквозной ромб» (окаймление), «просверленный ромб» (с круглым отверстием), «веретено» (вытянутый ромб). Поле щита, полностью замощённое ромбовидными фигурами, называется «разделённое ромбовидно», замощённое квадратами — «разделённое шахматно».
- Гонт — центральная прямоугольная фигура, стоящая вертикально. Щит с частым расположением гонтов называется «усыпанный гонтами».
- Дугообразные боковики — две арочные дуги с каждой стороны щита, начинаются в верхних углах щита, до основания щита немного не доходят.
- Решётчатое сплетение — в виде ромбовидной каймы, в которую по диагонали вплетены две ленты шириною с кайму. Может применяться как самостоятельная фигура, но чаще замощает переплетениями всё поле щита, который получает описание: «покрытый решёткой».

### Негеральдические фигуры
Негеральдические фигуры делятся на естественные, фантастические и искусственные.
Если фигура смотрит вправо (влево от зрителя), при блазонировании это никак не отмечается. Для фигуры, которая смотрит влево (вправо от зрителя), добавляется слово «обращённый». Для фигуры, которая смотрит на зрителя, добавляется слово «впрям». Если фигура движется в сторону и смотрит на зрителя, добавляется «смотрящий впрям».
Каждая из поз фигуры имеет своё описание. Например, направленный в сторону лев может быть вздыбленным, шествующим, стоящим, сидящим и т. д.